# Ibne Babauai
Abu Jafar Maomé ibne Ali ibne Babauai Alcumi (em persa: محمد بن علی بن بابَوَیْهِ قمی; em árabe: أَبُو جَعْفَر مُحَمَّد ٱبْن عَلِيّ ٱبْن بَابَوَيْه ٱلْقُمِيّ; romaniz.: Abu Ja'far Muhammad ibn 'Ali ibn Babawayh al-Qummi; c. 923–991), comumente conhecido como ibne Babauai (em persa: ابن‌ بابویه; em árabe: ٱبْن بَابَوَيْه) ou Axeique Alçaduque (em persa: شیخ صدوق; em árabe: ٱلشَّيْخ ٱلصَّدُوق, lit. 'o verdadeiro estudioso') foi um estudioso islâmico xiita persa cuja obra, intitulada Man La Yahduruhu al-Faqih (مَنْ لَا یَحْضُرُهُ ٱلْفَقِیهُ), é um dos Quatro Livros da coleção xiita de hádices.